# Seiwa
Seiwa (japonsky 清和天皇, Seiwa tennó, 10. května 850 ─ 7. ledna 881) byl padesátý šestý císař Japonska v souladu s tradičním pořadím posloupnosti. Vládl od 7. října 858 do své abdikace 18. prosince 876.
Princ, jehož osobní jméno (imina) před nástupem na Chryzantémový trůn znělo Korehito (惟仁), byl čtvrtým synem 55. císaře Montokua a jeho ženy, císařovny Somedono (染殿后), občanským jménem Akirakeiko Fudžiwara, dcery regenta Jošifusy Fudžiwary. Princ Korehito byl prvním členem císařské rodiny, v jehož osobním jméně se objevil znak „-hito“ 仁. Jedním z jeho významů je konfuciánský koncept lidskosti žen. Později se stalo tradicí přidávat tento znak ke všem osobním jménům mužských členů císařské rodiny.
V době svého panování byl císař rovněž znám jako Mizunó-no-mikado  či Minó-tei.

## Události za Seiwova života
Jeho poručníkem byl původně regent Jošifusa Fudživara (藤原 良房), Korehitův děd z matčiny strany. Roku 850 nahradil Korehito v pouhých devíti měsících císařského prince Koretaku (惟喬親王), svého prvorozeného bratra, v roli korunního prince. Po smrti svého otce císaře Montokua v roce 858 se sice stal císařem, ale skutečnou moc držel jeho děd Jošifusa Fudžiwara.  
Dne 7. října 858 zemřel v 8. roce své vlády císař Montoku. Následnictví (senso) obdržel jeho devítiletý syn princ Korehito, který prý krátce nato usedl na trůn (sokui).  Princ Korehito se posléze stal císařem Seiwou. Oficiální ohlášení císařova nástupu na trůn ze dne 15. prosince téhož roku doprovázelo jmenování jeho děda Jošifusy Fudživary regentem (seššó). Bylo to poprvé, kdy byla tato vysoká funkce udělena příslušníkovi rodu Fudžiwara. A jedná se rovněž o první případ nástupu dědice na Chryzantémový trůn, který je příliš mladý na to, aby se mohl stát císařem. Veřejné oznámení o počátku Seiwovy vlády bylo učiněno ve svatyni Ise a u všech hrobek císařské rodiny.
Vzhledem ke státnímu smutku v souvislosti s úmrtím císaře Montokua byly v lednu 859 pozastaveny veškeré novoroční oslavy. V té době byla také zahájena výstavba šintoistické svatyně Iwašimizu nedaleko hlavního města Heian-kjó. Svatyně je zasvěcena bohu války Hačimanovi.
Dne 2. ledna 869 se císaři Seiwovi narodil prvorozený syn princ Sadákira (貞明親王), který vešel později ve známost jako císař Józei. Následujícího roku byl jmenován Seiwovým dědicem.
Císař Seiwa abdikoval v 18. roce své vlády 18. prosince 876. Učinil tak ve prospěch svého sedmiletého syna korunního prince Sadákiry. Krátce nato usedl budoucí císař Józei formálně na trůn.
V roce 878 se bývalý císař Seiwa stal buddhisickým mnichem. Jeho církevní jméno znělo Sošin (素真).
Dne 7. ledna 881 bývalý císař Seiwa zemřel ve věku 30 let.

## Mauzoleum
Místo, kde byl císař Seiwa pohřben, je známo. Císař je proto tradičně uctíván v pamětní šintoistické svatyni  (misasagi) v kjótské čtvrti Ukjó-ku. Úřad pro záležitosti japonského císařského dvora stanovil toto místo jako mauzoleum císaře Seiwy, takže nese formální jméno Minójama no Misasagi (清和天皇陵) či Seiwa Tennó Rjó. Podle místa své  hrobky bývá císař Seiwa někdy označován jako císař Mizunó (水尾帝, Mizunó-tei). Císařovo kami je uctíváno v nedaleké svatyni Seiwain ve čtvrti Kamigjó-ku. 

## Rodina
Císařský princ Korehito neboli císař Seiwa měl 26 manželek, s nimiž zplodil asi 20 dětí, asi 10 synů a asi 10 dcer. Jeho prvorozený syn, císařský princ Sadaakira, (貞明親王) se posléze stal císařem Józeiem. Seiwův šestý syn, císařský princ Sadasumi (貞純親王), byl otcem prince Cunemota Minamota, jednoho z praotců nejmocnější linie rodu Minamoto ─ Gendži Seiwa, z níž  vzešly šógunáty Kamakura, Ašikaga i Tokugawa.